# August von Wille

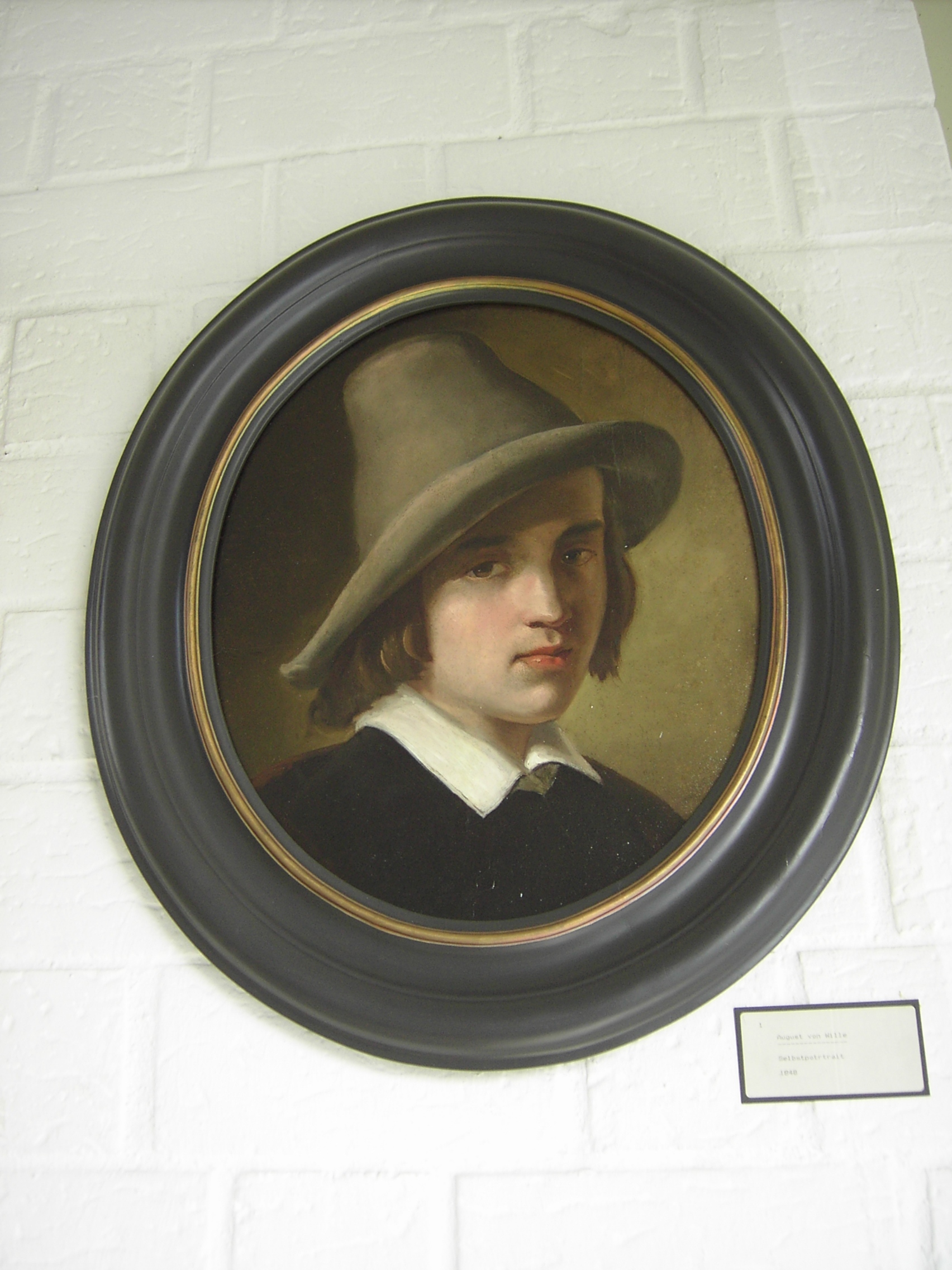
August von Wille: Selbstporträt, 1848, Haus Beda, Bitburg

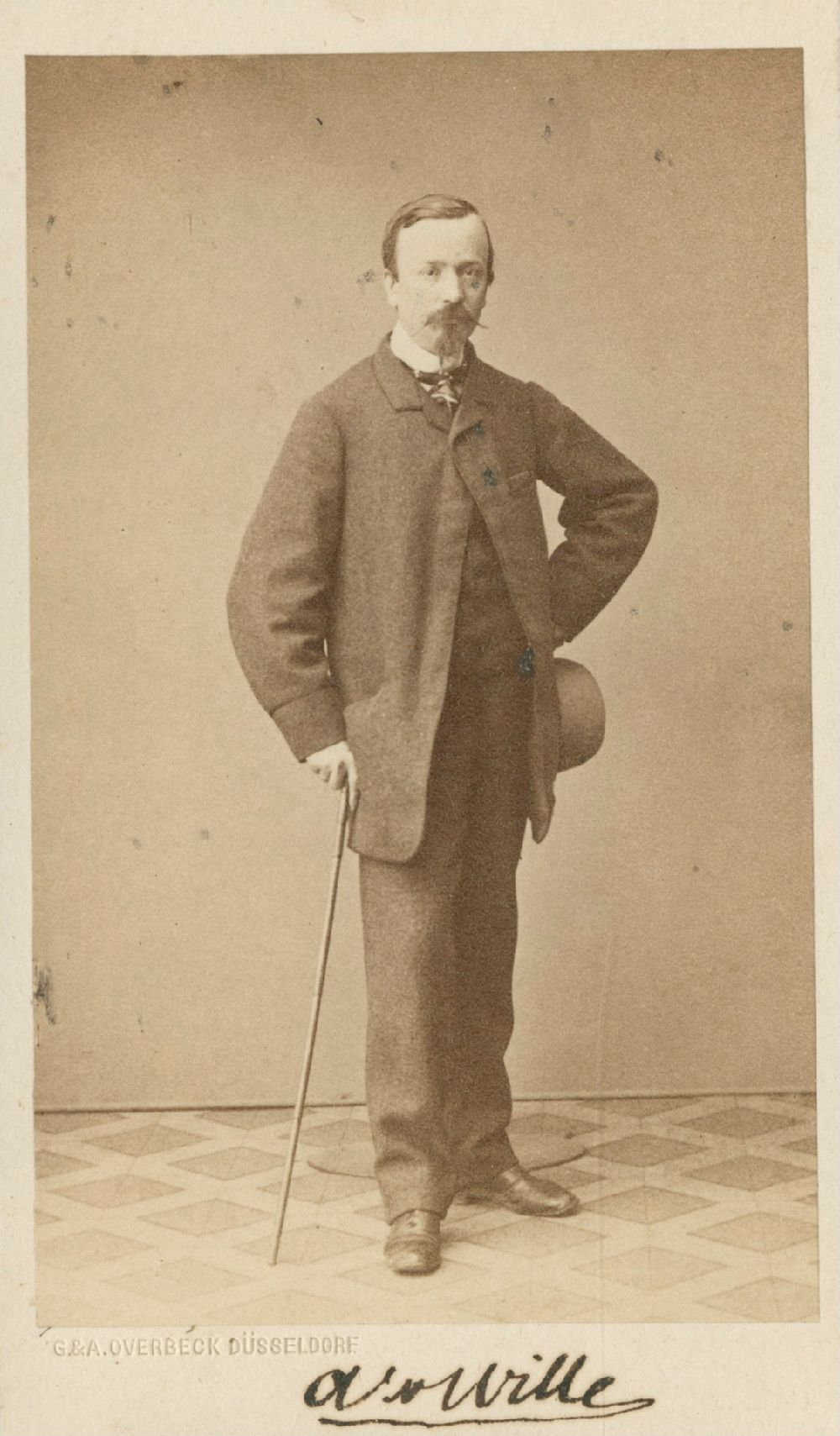
August von Wille, Foto Arnold Overbeck um 1868

August Levin von Wille (* 18. April 1828 in Kassel; † 31. März 1887 in Düsseldorf) war ein deutscher spätromantischer Landschafts- und Genremaler.

## Familie
Wille entstammte einem hessischen Adelsgeschlecht und war das jüngste von acht Kindern des kurfürstlich hessischen Geheimen Regierungsrats und Konsistorialdirektors Friedrich von Wille (1776–1837) und der Philippine von Hachenberg (1783–1876).
Er heiratete am 31. Mai 1859 in Rüdesheim am Rhein die Tiermalerin Clara von Böttcher (* 31. Januar 1837 in Düsseldorf; † 14. März 1883 in Düsseldorf), die Tochter des königlich preußischen Majors Friedrich von Böttcher und dessen Ehefrau Julie von Buggenhagen. Ihr gemeinsamer Sohn war der Landschaftsmaler Fritz von Wille.

## Leben und Werk
Wille war der erste Künstler in seiner Familie, die 1780 geadelt wurde und in der bis dahin höhere Beamte dominierten. Er studierte von 1843 bis 1847 an der Akademie in Kassel, bevor er 1847 in die Landschaftsklasse von Johann Wilhelm Schirmer an der Düsseldorfer Kunstakademie eintrat. Nach dem Militärdienst von 1851 bis 1852 setzte er seine Ausbildung bis 1854 bei Schirmer fort. 1849 wurde er Mitglied im Düsseldorfer Künstlerverein Malkasten.
Wille lebte von 1859 bis 1863 in Weimar, nachdem ihn Großherzog Karl-Alexander von Sachsen-Weimar-Eisenach als Lehrer an die dortige Kunstschule berufen hatte. 1863 kehrte er mit seiner Familie endgültig nach Düsseldorf zurück. Er betätigte sich als Porträtist, Landschafts-, Architektur- und Genremaler. Er reiste u. a. nach Thüringen, Hessen, an den Mittelrhein und an die Mosel. Seine kleinformatigen Landschaftsbilder malte er vorwiegend im Freien.
Wille schloss stilistisch an seinen Lehrer Schirmer an, löste sich jedoch von dessen Detailrealismus. Er stand bis zum Ende seines Schaffens ganz in der Düsseldorfer Schultradition. Dazu gehören seine weiträumigen stimmungsvollen Landschaften. Häufig malte er auch romantisch aufgefasste Stadt- und Architekturmotive, wie malerisch verwinkelte Gassen, Burg- und Klosterruinen, gern mit kleinfiguriger Staffage. Typisch für sein Œuvre sind Szenen bei Mondschein mit bühnenhafter Beleuchtung. Stilistisch und thematisch wurde er auch von Caspar Johann Nepomuk Scheuren beeinflusst. Fantastische Waldszenen zeugen von seinem Rückgriff auf die Romantik.
Indem Wille die historische Landschaftsmalerei von Carl Friedrich Lessing ins kleine Format und die Idylle übertrug, näherte er sich der Genremalerei an. Neben den Landschafts- und Genrebildern sind mehrere gut gemalte Bildnisse bekannt.

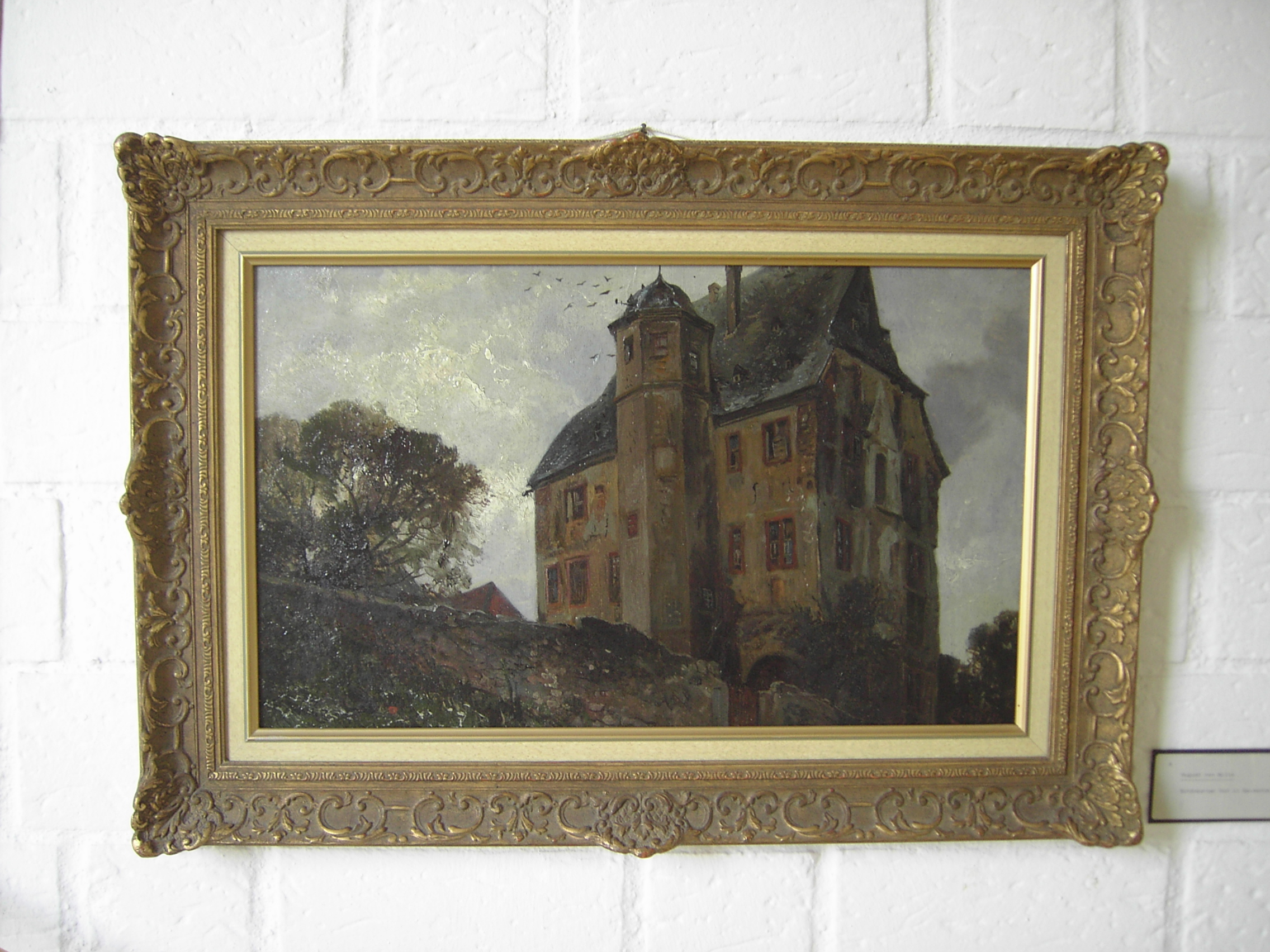
August von Wille: Schönborner Hof, undatiert, Bitburg, Haus Beda
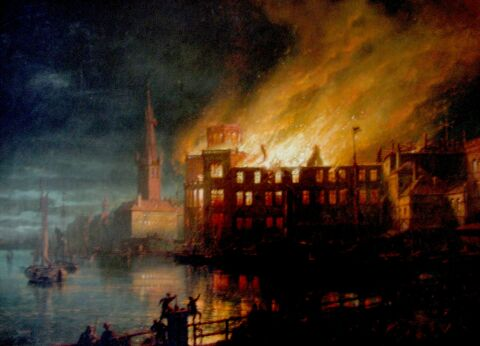
August von Wille: Brand des Düsseldorfer Schlosses mit der Kunstakademie, 1872
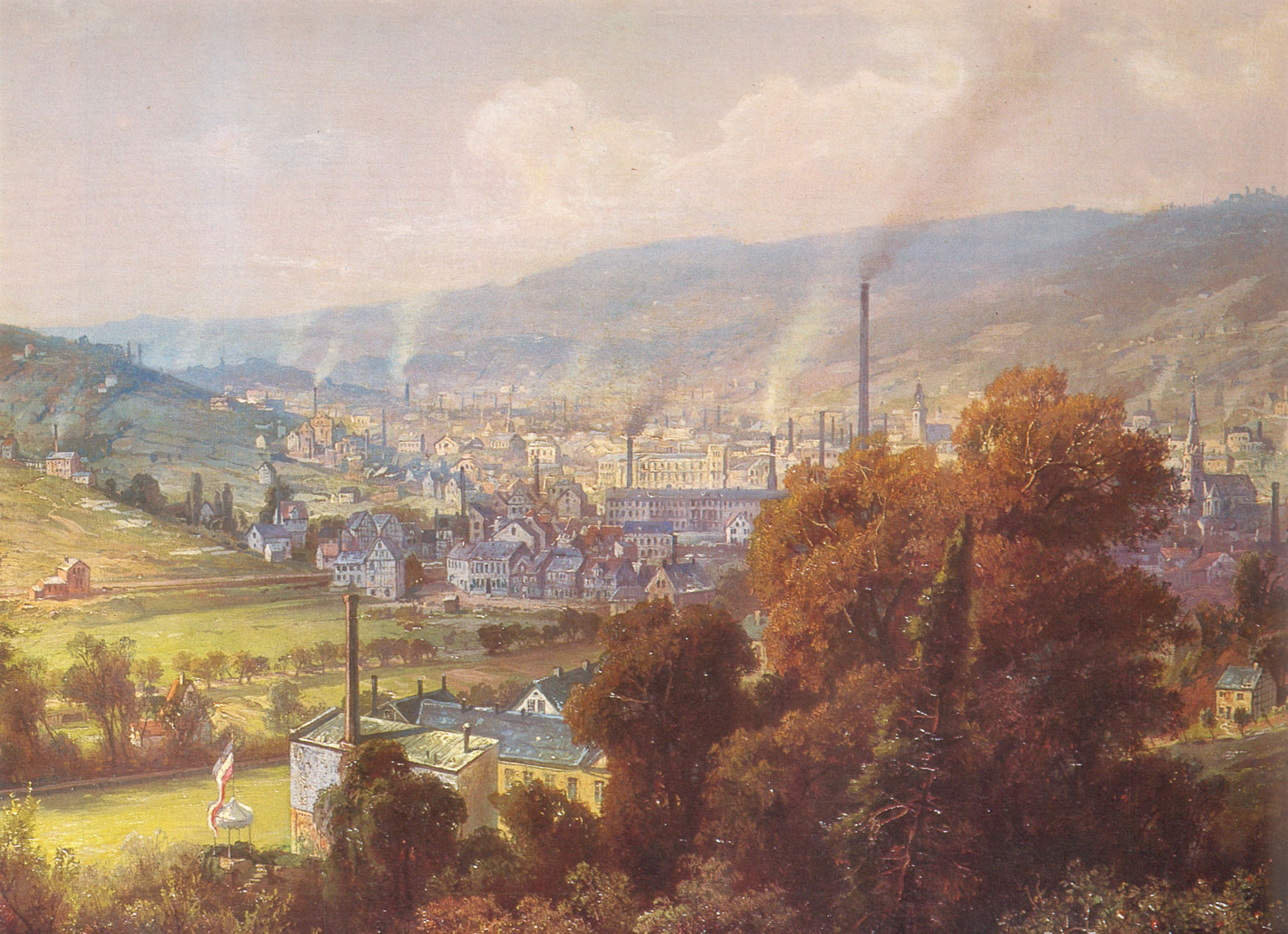
Das hochindustrialisierte Barmen um 1870 (vom Ehrenberg gesehen, Ausschnitt)
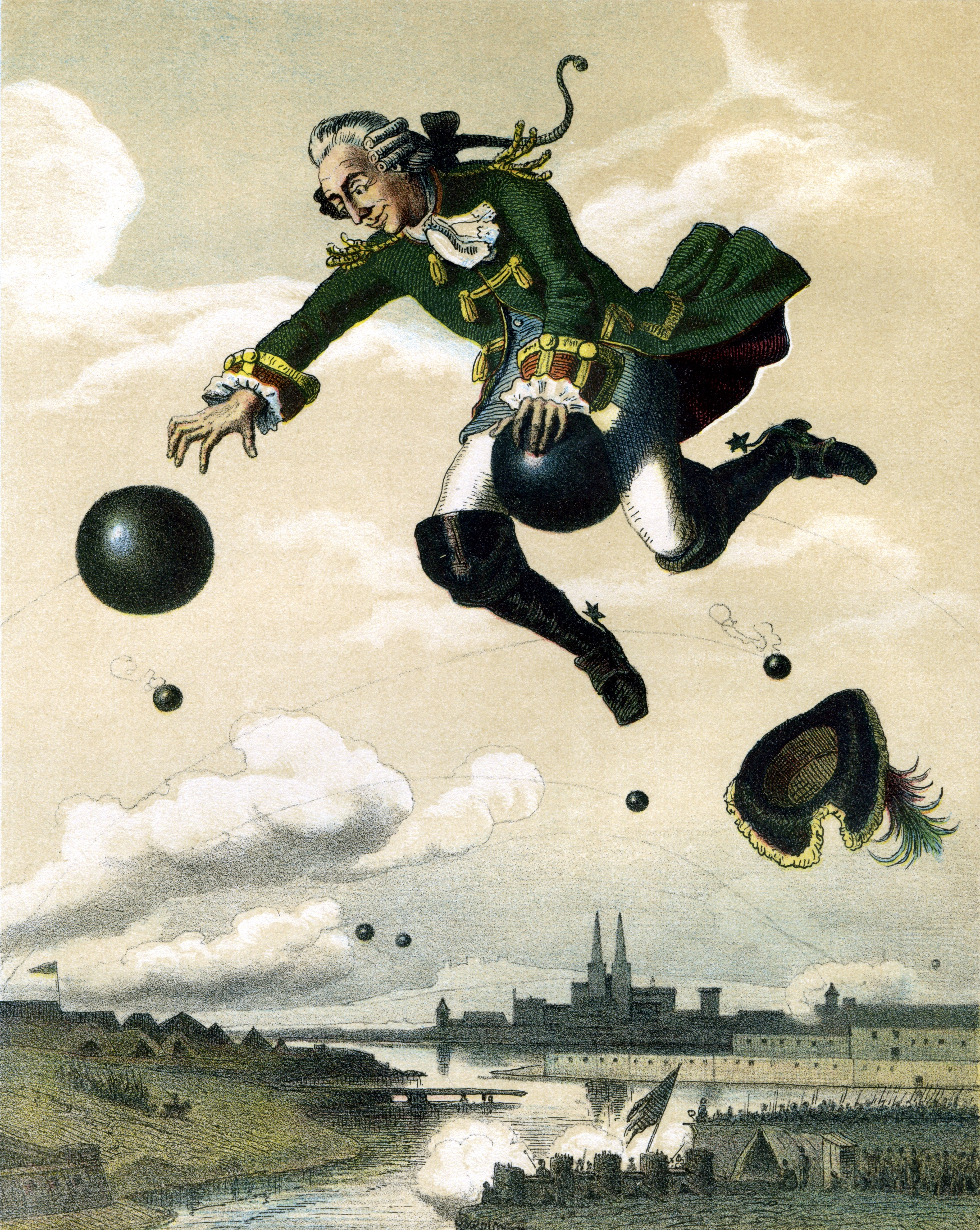
Münchhausens Ritt auf der Kanonenkugel

## Illustrationen (Auswahl)
Digitalisierte Ausgaben der Universitäts- und Landesbibliothek Düsseldorf:
- In: Friedrich Bodenstedt (Hrsg.): Album deutscher Kunst und Dichtung. Mit Holzschnitten nach Originalzeichnungen der Künstler, ausgeführt von R. Brend’amour. Grote, Berlin 1867, urn:nbn:de:hbz:061:2-184.
- In: Aquarelle Düsseldorfer Künstler : den kunstsinnigen Damen gewidmet. Arnz, Düsseldorf 1861, urn:nbn:de:hbz:061:2-736.
- In: Gustav Wendt: Balladenkranz: aus deutschen Dichtern gesammelt. Grote, Berlin 1866, urn:nbn:de:hbz:061:2-1665.
- In: Düsseldorfer Bilder-Mappe : Original-Zeichnungen. Grote, Berlin 1866, urn:nbn:de:hbz:061:2-1138.
- In: Mary Botham Howitt: The Dusseldorf artist's album. Arnz, Dusseldorf 1854, urn:nbn:de:hbz:061:2-115.
- Gottfried August Bürger: Des Freiherrn von Münchhausen einzig wahre Erlebnisse zu Wasser und zu Land, zu Pferd und zu Fuß, im Krieg und Frieden, in der Luft sowie in mehrerer Herren Länder / In diesem Jahre ganz neu verfaßt von Ihm selbst. Und versehen mit sehr wunderlichen Zeichnungen nach der Natur aufgenommen von dem Maler A. von Wille. Arnz, Düsseldorf 1856, urn:nbn:de:hbz:061:2-1838.
- In: Ludwig Bund (Hrsg.): Lieder der Heimath : Eine Sammlung der vorzüglichsten Dichtungen im Bilderschmucke deutscher Kunst. Breidenbach, Düsseldorf 1868, urn:nbn:de:hbz:061:2-1174.
- In: Albert Wolff: Schultze und Müller im Orient : humoristische Kriegsbilder. Arnz, Düsseldorf 1854, urn:nbn:de:hbz:061:2-2152.
- Hermann Schauenburg: Wunderseltsame und abenteuerliche Geschichten und Thaten der sieben Schwaben. Arnz, Düsseldorf 1856, urn:nbn:de:hbz:061:2-1824.
- Die Weiber von Weinsberg, oder Männerlist und Weibermuth oder Nichts Neues unter der Sonne, urn:nbn:de:hbz:061:2-35420.